# 1986zig
1986zig (das überflüssige "zig" ist stumm) ist ein deutscher Pop-Sänger und Songwriter. Bekannt wurde er mit Coversongs auf Instagram und TikTok. Er steht bei Universal Music unter Vertrag.

## Leben
1986zig wurde zunächst über TikTok, Instagram und YouTube populär, wo er eine große Fangemeinde aufbauen konnte. Er veröffentlichte zunächst Coversongs aus dem Urban-Pop-Genre, bevor er später auch eigene Tracks erstellte. Unter anderem hatte er ein Duett mit Clueso auf seinem TikTok-Kanal. Sein bürgerlicher Name ist nicht bekannt. In seinen Musikvideos tritt 1986zig mit einer Sturmmaske auf.
2021 erschien mit Einer von euch seine Debütsingle über Universal Music. Später folgte auch eine reine Akustikversion des Songs. Sein Livebooking übernimmt Chimperator Live. Gastauftritte hatte er unter anderem mit Bozza. Live trat er im Vorprogramm von Clueso, Alligatoah und Prinz Pi auf.
Im Herbst 2021 folgte mit Keine Pause eine Zusammenarbeit mit dem Rapper Kontra K, die seine erste Chartplatzierung markierte. Die Single erreichte Platz 34 in den deutschen Charts und kam in Österreich und der Schweiz in die Top 100. 2022 erreichte die Single Kopf aus Platz drei in Deutschland.

## Musikstil
Musikalisch handelt es sich um eine Mischung aus Pop, Urban und Singer-Songwriter-Tradition, die vor allem von 1986zigs Mischung aus kratzig-rauchiger und klarer Stimme lebt. Verglichen wird seine Stimme unter anderem mit Herbert Grönemeyer und Nicholas Müller von Jupiter Jones.

## Diskografie

### Studioalben
- 2022: Zweite Chance
- 2024: Einer von euch

### Singles
- 2021: Einer von euch
- 2021: Einer von euch (Akustik)
- 2021: Goldraub (mit Bozza)
- 2021: Mitternacht
- 2021: Fliegen

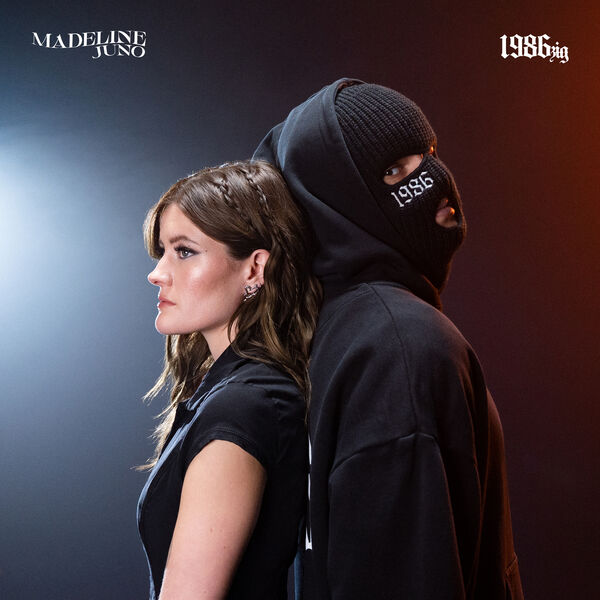
Frontcover zu Versprich mir du gehst

- 2021: Keine Pause (feat. Kontra K)
- 2021: Wir beide
- 2022: Kopf aus
- 2022: Tränen
- 2022: 1000 Sterne (mit Ayliva)
- 2022: Zweite Chance (#18 der deutschen Single-Trend-Charts am 5. August 2022[8])
- 2022: Junge
- 2022: Neben mich (#1 der deutschen Single-Trend-Charts am 23. September 2022[9])
- 2022: Valium (mit Samra)
- 2022: Nie wieder schlafen (Silbermond feat. 1986zig; #5 der deutschen Single-Trend-Charts am 4. November 2022[10])
- 2022: Danke
- 2022: Keinen gesehen (Milonair feat. 1986zig & Kool Savas; #12 der deutschen Single-Trend-Charts am 16. Dezember 2022[11])
- 2022: Elbe (Remix) (Bozza feat. 1986zig)
- 2023: Engel (#1 der deutschen Single-Trend-Charts am 17. Februar 2023[12])
- 2023: Nicht jugendfrei (#3 der deutschen Single-Trend-Charts am 7. April 2023[13])
- 2023: Bester Freund (mit Fourty)
- 2023: Zeiten ändern nichts (feat. Kool Savas)
- 2023: Sunshine
- 2023: Du fehlst mir (#4 der deutschen Single-Trend-Charts am 15. September 2023[14])
- 2023: Meine 1
- 2023: Versprich mir du gehst (Madeline Juno feat. 1986zig)
- 2023: Frieden
- 2024: Schloss aus Sand
- 2024: Ich schwör bei Gott (feat. PA Sports)
- 2024: Kaputte Nikes (Capital Bra feat. 1986zig)
- 2024: Du hältst mich wach (#1 der deutschen Single-Trend-Charts am 24. Mai 2024[15])
- 2024: 5 Fuß (#15 der deutschen Single-Trend-Charts am 19. Juli 2024[16])
- 2024: Nur ein Wort (#20 der deutschen Single-Trend-Charts am 30. August 2024[17])
- 2024: Herzschlag (mit Kati K)
- 2024: Freunde (mit Summer Cem)

Weitere Lieder
- 2022: Alaska (feat. Ngee; #8 der deutschen Single-Trend-Charts am 25. November 2022[18])
- 2023: Angst (Prinz Pi feat. 1986zig)